# Мезійський лімес

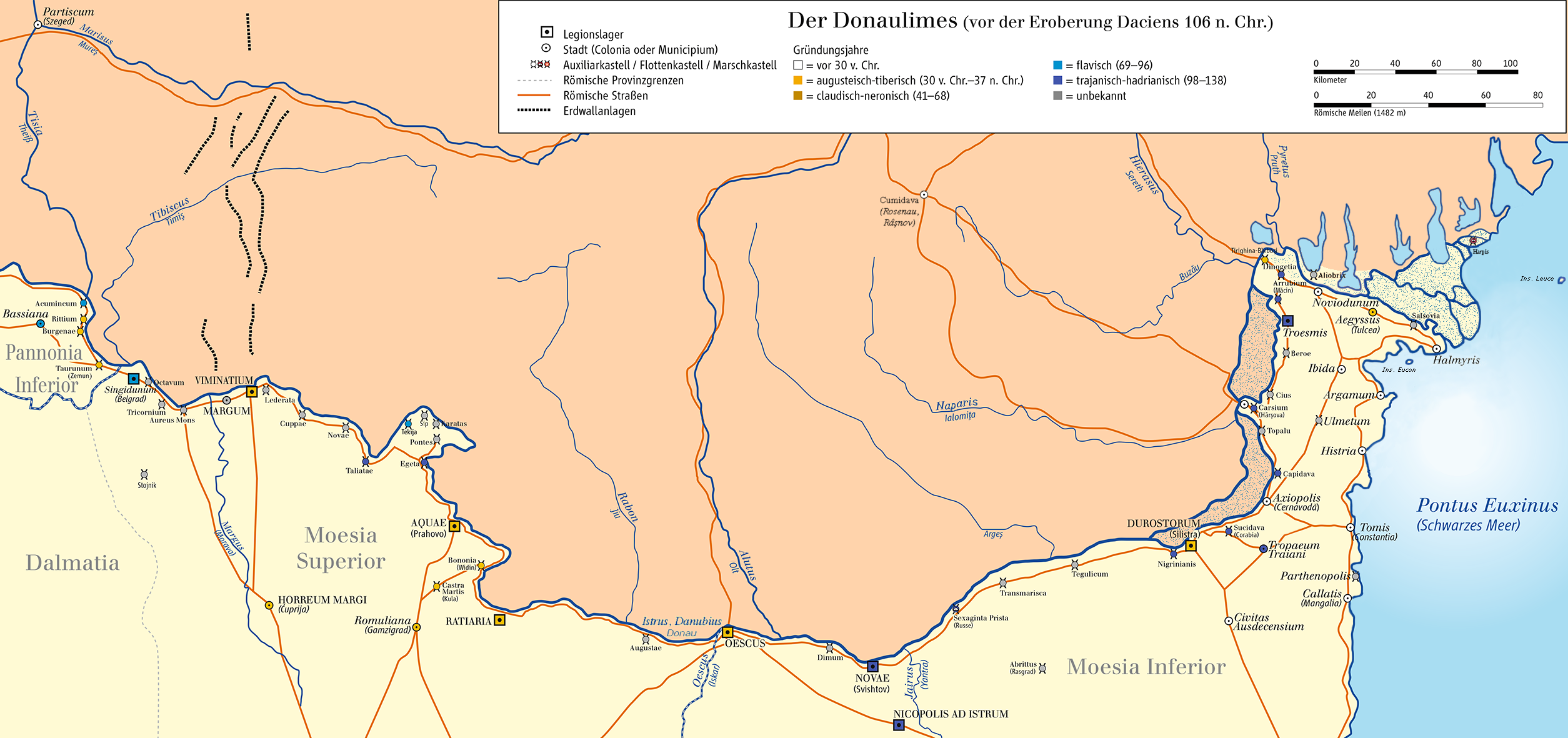
Система Дунайського кордону (або Мезійський лімес)

Лімес Мезії та інші з'єднані римські стіни

Мезійський лімес (лат. Limes Moesiae) — це сучасний термін, який позначає низку римських укріплень між узбережжям Чорного моря та Панонією, сучасна Угорщина, що складається в основному з фортів уздовж Дунаю (так званий Дунайський лімес) для захисту римських провінцій Верхньої та Нижньої Мезії на південь від річки.
Крім того, термін Мезійський лімес може бути використаний для включення багатьох інших пов'язаних ліній оборони, які були створені в регіоні в різні періоди та пізніше залишені на користь інших залежно від військової ситуації.

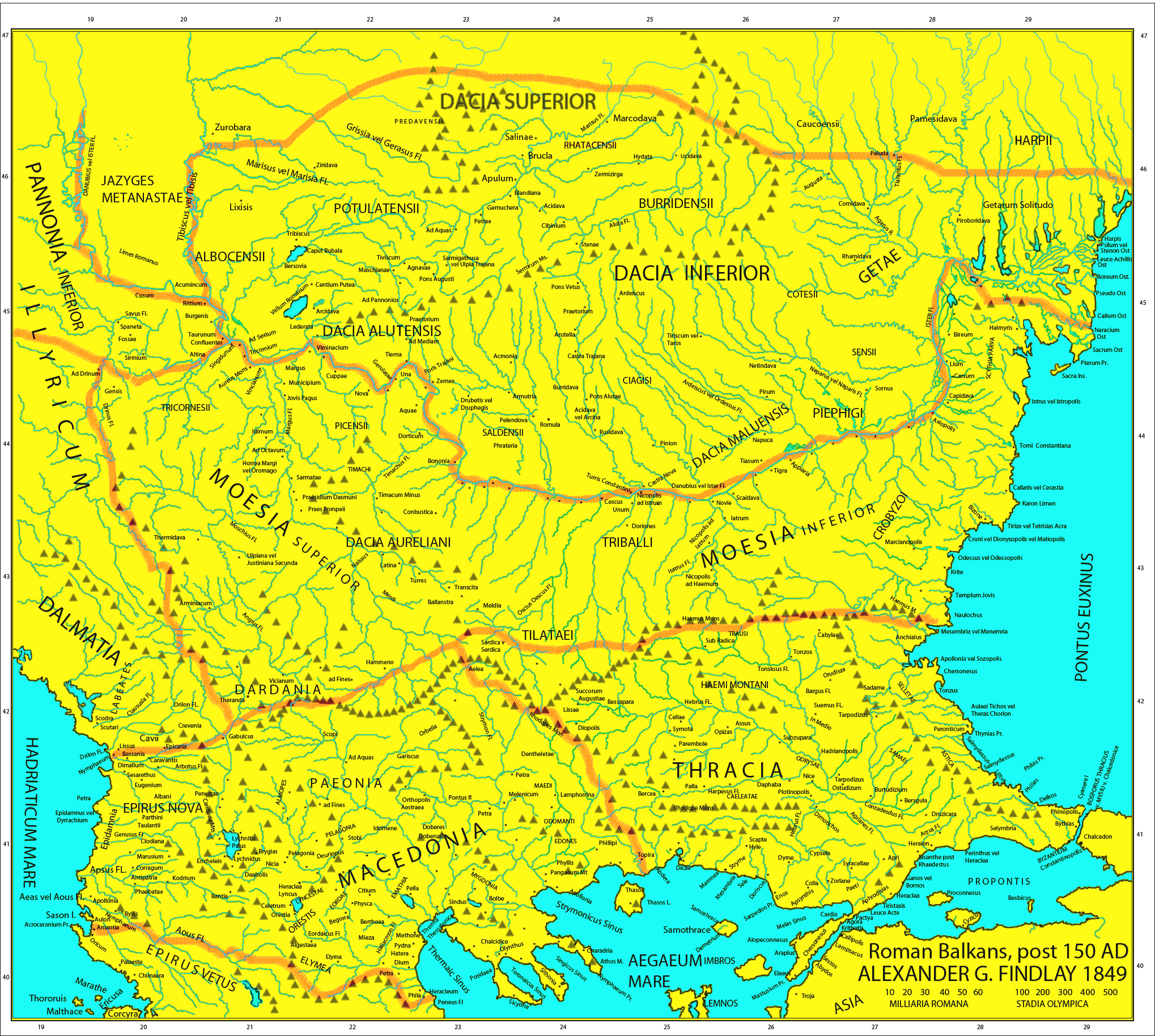
Карта римських провінцій

## Характеристики
Мезійський лімес включає, по суті, пов'язані форти та пункти вздовж Дунаю від Сингідунума (Белград) до гирла Дунаю в Чорному морі. Він не був укріплений частоколом або обмежувальною стіною, але форти були з'єднані дорогою і включали вісім легіонерських фортець, багато фортів для допоміжних військ і сторожові/сигнальні вежі. До складу легіонерських фортець входили:
- Сингідунум (Белград)
- Вімінаціум
- Акве (Прахово)
- Раціарія (біля міста Артчар)
- Ескус
- Нове (біля м. Свіштов)
- Доросторум (біля міста Сілістра)
- Троезміс

Серед інших фортець:
- Августе (біля с. Гурлець)
- Валеріана (біля с. Долішній Вадин)
- Варіана (біля с. Лесковезь)
- Альмус (біля міста Лом)
- Регіанум (біля м. Козлодуй)
- Сексагінта Приста (біля міста Русе)

Кордон був розділений на дві великі ділянки річкою Іскир в Ескусі, яка також позначала кордон між провінціями Верхня та Нижня Мезія.
Вузькість річки в Джердапі утворювала бар'єр між північно-західною та північно-східною Мезією, який було важко подолати, що спочатку ускладнювало зв'язок між паннонськими та мезійськими військами. Ця проблема була вирішена лише будівництвом дороги завширшки 3 метри під керівництвом Траяна, який мав долото Легіона VII Клавдія в кам'яні стіни, щоб замінити дерев'яну конструкцію буксирної доріжки, яка була сприйнятлива до пошкоджень дрейфуючим льодом. Інші покращення для судноплавства включали будівництво каналу біля Нового Сипу, щоб уникнути небезпечних порогів і мілин. Два кінці каналу були закріплені фортами. Найвідомішою будівлею на Мезійському лімесі був міст Траяна в Дробеті / Турну-Северин із початку 2-го століття нашої ери, перший постійний міст, що сполучав нижню течію Дунаю, який також охоронявся з обох берегів фортами.
Мезійський лімес може також включати, залежно від авторів:
- дві лінії оборони у Валахії: Костянтинів мур і Трансалютанський лімес.
- Стіна Костянтина, або Бразда луй Новак де Норд у Валахії приблизно з 330 р. н. е. і 300 р. км завдовжки.
- Лімес Трансалютанус, ймовірно, побудований Адріаном для захисту римської Дакії, між південними Карпатськими горами та Дунаєм.
- можливо, так звані Траянові вали між Констанцою та Дунаєм, нижня стіна Траяна або вал Атанаріка на північ від дельти Дунаю в Молдові та верхня стіна Траяна або стіна Грейтунгі в центральній Молдові від річок Пруту до Дністра, хоча вони можуть і не бути римськими.

Багато з цих стін складалися із земляних ровів, 3 м заввишки і 2 м завширшки, схожий на вал Антоніна.
Лімес використовувався неримськими королівствами після 5-го і 6-го століть і був частково перебудований і збільшений.

## Історія
Упродовж 29 і 28 рр. до н. е. незабаром після битви при Акції Марк Ліциній Красс, проконсул Македонії та онук тріумвіра, завоював територію, яка мала стати Мезією. Август офіційно проголосив цю подію в 27 році до нашої ери в Римі. Два легіони (Legio IV Scythica та V Macedonica) спочатку були розміщені в Мезії, щоб протистояти загрозам з боку сусідньої Фракії та агресивних народів на північ від Дунаю. Допоміжні та менші форти для вексиляцій цих легіонів були побудовані вздовж Дунаю. На цьому етапі форти на кордоні складалися із земляних валів з дерев'яними частоколами. Дерев'яні та земляні конструкції були замінені кам'яними стінами безпосередньо перед дакійською війною Доміціана у 87 році нашої ери (наприклад, у Таліаті та Смірні).

Узимку 98/99 н. е. Траян прибув на Дунай, розквартирувався у фортеці Діана поблизу Кладово і почав дакійську військову підготовку в ущелинах Залізних воріт. Він продовжив дорогу в ущелині на 30 миль, про що йдеться у відомому написі 100 року нашої ери. У 101 році нашої ери він також прорубав канал неподалік, як він також записав на мармуровій табличці:
«що через небезпечний поріг він відхилив річку і зробив весь Дунай судноплавним»: (ob periculum cataractarum, derivato flumine, tutam Danuvii navigationem facit).
Траян відновив кам'яну оборону в цьому районі та перебудував усі земляні споруди з каменю. Прямо під фортецею Понт був побудований великий порт і масивна хорея.
Між першою та другою дакійськими війнами, з 103 по 105 рік, імперський архітектор Аполлодор Дамаський побудував Траянів міст, одне з найбільших досягнень римської архітектури.
Повна військова окупація рівнини між передгір'ям Карпат і Дунаєм, можливо, відбулася вже до кінця Першої дакійської війни Траяна (101/102). Однак більшість фортів тут було засновано після остаточного завоювання Дакійського королівства в 106 році нашої ери. Залишення Молдови та створення Трансалютанського лімесу можна умовно датувати правлінням Адріана.
Після тривалого періоду миру Септимій Север реконструював оборонні споруди Верхньої Мезії, а за Каракалли було зроблено більше реконструкцій, як це можна побачити в Понті, де, як і в багатьох інших фортах Залізних воріт, оригінальне планування було доповнено воротами та вежами. Новий форт був побудований на острові на річці Поречка.
Римське залишення Дакії, ймовірно, відбулося під час правління Галлієна (260-68), перед традиційною датою близько 275 року, коли Авреліан заснував нову провінцію Дакія на південь від Дунаю (Cătăniciu 1981, 53-55).
У пізньоримський період ступінь контролю та військової окупації території на північ від Дунаю залишається суперечливим. Один римський форт (Pietroasa de Jos), далеко за Дунайським лімесом і поблизу Молдови, здається, був зайнятий у 4 столітті нашої ери, як і мостові форти (Sucidava, Barboşi та невідома Constantiniana Daphne) уздовж лівого берега річки. У цьому римському форті, побудованому Костянтином I, дослідники знайшли будівлю терми.
«Brazda lui Novac de Nord» (або «Стіна Костянтина») була показана нещодавніми розкопками, які датуються за імператора Костянтина приблизно 330 роком нашої ери, в той самий час, що й «Дамби диявола» (або «Limes Sarmatiae»), ряд оборонних земляних валів і ровів, побудованих римлянами між Румунією та Паннонськими рівнинами.
Подібним чином, незважаючи на те, що воно вважається 1-м століттям і передує Трансалютанському лімесу, функція та походження коротшої ділянки берега та рову, відомого як «Brazda lui Novac de Sud», залишаються невизначеними. Відсутність будь-яких доказів пізньоримських фортець або поселень уздовж її течії та на південь від неї скоріше свідчить про пізнішу, ймовірно, середньовічну дату.
Лінія укріплень, зведена королем тервінгів Атанаріхом між берегами річки Герасіус (сучасний Прут) і Дунай до землі Таїфали (сучасна Олтенія), ймовірно, повторно використовувала старий римський лімес під назвою Трансалютанський лімес.

## Суперечка

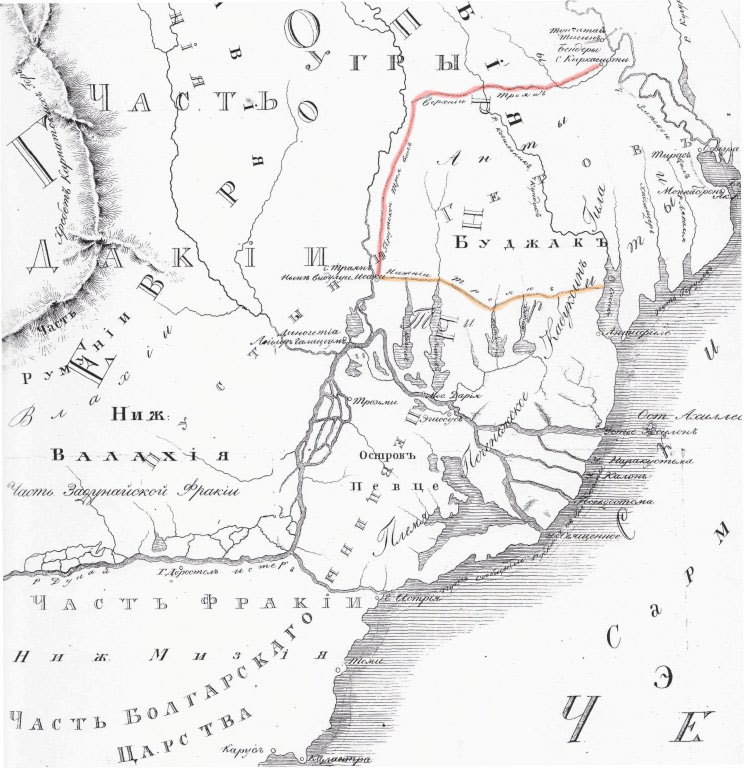
Карта «римських» стін на північ від дельти Дунаю

Існує суперечка щодо історичної перспективи того, хто побудував земляні дамби: римляни, візантійці чи інші:
- Римське пояснення: імператор Нерон розширив римську провінцію Мезія на північ від дельти Дунаю у 56 році нашої ери до Тираса (біля справжньої Одеси), згідно з Моммзеном, і це історично підтверджено. З імператором Траяном вони з'єднали завойовану Дакію з гирлом річки Дністер і, ймовірно, зробили першу споруду земляної дамби, яку пізніше назвали Грейтунгською стіною. З імператором Адріаном відбулася консолідація римських територій, і лімес було відкликано до «Трансалютанського лімесу» і найменшої «Стіни Траяна» між Констанцею та Дунаєм: підтверджено, що ці дві стіни були римськими. Коли Римська імперія знову розширилася після втрати римської Дакії, імператор Костянтин створив «Костянтинів вал» як лімес (що займав всю Валахію на південь від південних Карпат) до земляної дамби, яку пізніше назвали «Антарською стіною». Вчені[7] показали, що «Костянтинів мур» був побудований римлянами приблизно в 330 році нашої ери і багаторазово збільшувався до імператора Юстиніана в 6 столітті.
- Візантійська можливість: Ймовірно, Східна Римська імперія побудувала або розширила дві частини Мезійського лімесу на північ від дельти Дунаю між 6-м і 10-м століттями. Вони хотіли захистити грецькі колонії на узбережжі Чорного моря (між Дунаєм і Кримом) від постійних варварських набігів.
- Існує навіть інша теорія: Варварська. Це гіпотеза про Траянові вали, не пов'язані з Римською імперією. Ці Траянові вали слід з'єднати зі Змієвими валами, зробленим варварськими королівствами, яка простягалася від Буковини до центральної України. Ця теорія[8] підтверджує думку про те, що «Стіна Атанаріка» та «Стіна Грейтунгі» не є римськими, створюючи суперечки.